# اهوانو، اکوادور
اهوانو، اکوادور (به اسپانیایی: Ahuano, Ecuador) یک منطقهٔ مسکونی در اکوادور است که در استان ناپو واقع شده‌است.